# Theo-Helmut Lieb
Pour les articles homonymes, voir Lieb.
Theo-Helmut Lieb (25 novembre 1889 à Freudenstadt — 20 mars 1981 à Freudenstadt) est un Generalleutnant allemand au sein de la Heer dans la Wehrmacht pendant la Seconde Guerre mondiale.
Il est récipiendaire de la croix de chevalier de la croix de fer avec feuilles de chêne.

## Biographie
Lieb s'engage le 20 mars 1910 dans l'armée wurtembergeoise en tant que porte-drapeau et est promu lieutenant le 18 août 1911 dans le 123e régiment de grenadiers (de) à Ulm. En tant que tel, Lieb participe à la Première Guerre mondiale, au cours de laquelle il occupe en dernier lieu le poste de capitaine à l'état-major de la 240e division d'infanterie (de).
Theo-Helmut Lieb est capturé par les troupes américaines en mai 1945 en Italie et reste en captivité jusqu'en 1947.

## Décorations
- Croix de fer (1914)
  - 2e classe (19 septembre 1914)
  - 1re classe (22 août 1915)
- Insigne des blessés (1914)
  - en Noir
- Croix hanséatique de Hambourg
- Croix de chevalier de l'ordre du Mérite militaire (30 août 1915)
- Croix d'honneur
- Agrafe de la croix de fer (1939)
  - 2e classe
  - 1re classe
- Médaille du Front de l'Est
- Croix de chevalier de la croix de fer avec feuilles de chêne
  - Croix de chevalier le 7 février 1944 en tant que Generalleutnant et commandant du XXXXII. Armeekorps[2]
  - 400e feuilles de chêne le 18 février 1944 en tant que Generalleutnant et commandant du XXXXII. Armeekorps[3]
- Mentionné dans le bulletin radiophonique Wehrmachtbericht (20 février 1944)

### Citations
1. ↑  La croix de chevalier de la croix de fer avec son grade supérieur - les feuilles de chêne - sont attribués en reconnaissance d'un acte d'une extrême bravoure ou d'un succès de commandement important du point de vue militaire.
2. ↑  Fellgiebel 2000, p. 238.
3. ↑  Fellgiebel 2000, p. 67.

### Source
- (en) Cet article est partiellement ou en totalité issu de l’article de Wikipédia en anglais intitulé « Theo-Helmut Lieb » (voir la liste des auteurs).